# Rafael Pires Vieira
Rafael Pires Vieira (Criciúma, Santa Catarina, Brasil; 1 de agosto de 1978) es un exfutbolista brasileño que se desempeñaba como delantero.

## Trayectoria

### HJK Helsinki
En 1997 llegó al HJK Helsinki. Su debut con el equipo se dio el 19 de abril ante el FC Inter Turku entrando de cambio al minuto 89' por Mika Kottila, al final su equipo terminaría ganando el partido por marcador de uno a cero.

### Mikkelin Kissat
En 2017 llegó al Mikkelin Kissat después de terminar su contrato con el FC Lahti. Jugó su primer partido con el equipo el 29 de abril contra Järvenpään Palloseura arrancando como titular y completando todo el encuentro, en dicho partido anotó su primer gol con el equipo al minuto 52' lo que ayudó al empate final en el resultado.
En 2019 anuncia su retirada del fútbol.

## Estadísticas
| Club | Div.          | Temporada     | Liga (1) | Liga (1) | Liga (1) | Copas (2) | Copas (2) | Copas (2) | Internacional (3) | Internacional (3) | Internacional (3) | Total (4) | Total (4) | Total (4) | Media goleadora |
| Club | Div.          | Temporada     | Part.    | Goles    | Asist.   | Part.     | Goles     | Asist.    | Part.             | Goles             | Asist.            | Part.     | Goles     | Asist.    | Media goleadora |
| --- | ------------- | ------------- | -------- | -------- | -------- | --------- | --------- | --------- | ----------------- | ----------------- | ----------------- | --------- | --------- | --------- | --------------- |
| HJK Helsinki · Finlandia | 1.ª           | 1997          | 21       | 11       | 0        | -         | -         | -         | 1                 | 0                 | 0                 | 22        | 11        | 0         | 0.5             |
| HJK Helsinki · Finlandia | 1.ª           | 1999          | 11       | 7        | 0        | -         | -         | -         | 2                 | 0                 | 0                 | 13        | 7         | 0         | 0.54            |
| HJK Helsinki · Finlandia | 1.ª           | 2000          | 21       | 12       | 0        | -         | -         | -         | 3                 | 1                 | 0                 | 24        | 13        | 0         | 0.54            |
| HJK Helsinki · Finlandia | Total club    | Total club    | 53       | 30       | 0        | 0         | 0         | 0         | 6                 | 1                 | 0                 | 59        | 31        | 0         | 0.53            |
| F. C. Jazz · Finlandia | 1.ª           | 1998          | 15       | 4        | 0        | -         | -         | -         | -                 | -                 | -                 | 15        | 4         | 0         | 0.27            |
| F. C. Jazz · Finlandia | 1.ª           | 1999          | 16       | 3        | 0        | -         | -         | -         | -                 | -                 | -                 | 16        | 3         | 0         | 0.19            |
| F. C. Jazz · Finlandia | Total club    | Total club    | 31       | 7        | 0        | 0         | 0         | 0         | 0                 | 0                 | 0                 | 31        | 7         | 0         | 0.23            |
| S. C. Heerenveen · Países Bajos | 1.ª           | 2000-01       | 5        | 0        | 0        | -         | -         | -         | -                 | -                 | -                 | 5         | 0         | 0         | 0               |
| S. C. Heerenveen · Países Bajos | 1.ª           | 2001-02       | 1        | 0        | 0        | -         | -         | -         | 1                 | 0                 | 0                 | 2         | 0         | 0         | 0               |
| S. C. Heerenveen · Países Bajos | Total club    | Total club    | 6        | 0        | 0        | 0         | 0         | 0         | 1                 | 0                 | 0                 | 7         | 0         | 0         | 0               |
| FC Lahti · Finlandia | 1.ª           | 2005          | 26       | 14       | 0        | -         | -         | -         | -                 | -                 | -                 | 26        | 14        | 0         | 0.54            |
| FC Lahti · Finlandia | 1.ª           | 2006          | 23       | 13       | 0        | -         | -         | -         | -                 | -                 | -                 | 23        | 13        | 0         | 0.57            |
| FC Lahti · Finlandia | 1.ª           | 2007          | 26       | 14       | 2        | -         | -         | -         | -                 | -                 | -                 | 26        | 14        | 2         | 0.54            |
| FC Lahti · Finlandia | 1.ª           | 2008          | 26       | 11       | 3        | -         | -         | -         | -                 | -                 | -                 | 26        | 11        | 3         | 0.42            |
| FC Lahti · Finlandia | 1.ª           | 2009          | 24       | 4        | 3        | 4         | 4         | 0         | 6                 | 3                 | 0                 | 34        | 11        | 3         | 0.32            |
| FC Lahti · Finlandia | 1.ª           | 2010          | 25       | 6        | 2        | -         | -         | -         | -                 | -                 | -                 | 25        | 6         | 2         | 0.24            |
| FC Lahti · Finlandia | 2.ª           | 2011          | 16       | 7        | 0        | -         | -         | -         | -                 | -                 | -                 | 16        | 7         | 0         | 0.44            |
| FC Lahti · Finlandia | 1.ª           | 2012          | 27       | 5        | 1        | 6         | 1         | 0         | -                 | -                 | -                 | 33        | 6         | 0         | 0.18            |
| FC Lahti · Finlandia | 1.ª           | 2013          | 28       | 16       | 3        | 6         | 1         | 0         | -                 | -                 | -                 | 34        | 17        | 0         | 0.5             |
| FC Lahti · Finlandia | 1.ª           | 2014          | 28       | 13       | 0        | 7         | 2         | 0         | -                 | -                 | -                 | 35        | 15        | 0         | 0.43            |
| FC Lahti · Finlandia | 1.ª           | 2015          | 25       | 2        | 3        | 6         | 1         | 0         | 2                 | 0                 | 0                 | 33        | 3         | 3         | 0.09            |
| FC Lahti · Finlandia | 1.ª           | 2016          | 16       | 1        | 0        | 9         | 0         | 0         | -                 | -                 | -                 | 25        | 1         | 0         | 0.04            |
| FC Lahti · Finlandia | Total club    | Total club    | 290      | 106      | 17       | 38        | 9         | 0         | 8                 | 3                 | 0                 | 336       | 118       | 17        | 0.35            |
| F. C. Kuusysi · Finlandia | 3.ª           | 2016          | 2        | 2        | 1        | -         | -         | -         | -                 | -                 | -                 | 2         | 2         | 1         | 1               |
| F. C. Kuusysi · Finlandia | Total club    | Total club    | 2        | 2        | 1        | 0         | 0         | 0         | 0                 | 0                 | 0                 | 2         | 2         | 1         | 1               |
| Mikkelin Kissat · Finlandia | 3.ª           | 2017          | 21       | 7        | 1        | -         | -         | -         | -                 | -                 | -                 | 21        | 7         | 1         | 0.33            |
| Mikkelin Kissat · Finlandia | 3.ª           | 2018          | 22       | 8        | 0        | -         | -         | -         | -                 | -                 | -                 | 22        | 8         | 0         | 0.36            |
| Mikkelin Kissat · Finlandia | 3.ª           | 2019          | 19       | 4        | 0        | -         | -         | -         | -                 | -                 | -                 | 19        | 4         | 0         | 0.21            |
| Mikkelin Kissat · Finlandia | Total club    | Total club    | 62       | 19       | 1        | 0         | 0         | 0         | 0                 | 0                 | 0                 | 62        | 19        | 1         | 0.31            |
| Total carrera | Total carrera | Total carrera | 444      | 164      | 19       | 38        | 9         | 0         | 15                | 4                 | 0                 | 497       | 177       | 19        | 0.36            |
| (1) Resaltados los goles que le proclamaron máximo goleador del campeonato. (2) Incluye datos de la Copa de la Liga de Finlandia; Copa de Finlandia. (3) Incluye datos de la Copa de la UEFA / Liga Europa de la UEFA; Recopa de Europa de la UEFA; Liga de Campeones de la UEFA; Copa Intertoto de la UEFA. (4) No incluye goles en partidos amistosos. |               |               |          |          |          |           |           |           |                   |                   |                   |           |           |           |                 |

## Palmarés

### Campeonatos nacionales
| Título                       | Club         | País      | Año  |
| ---------------------------- | ------------ | --------- | ---- |
| Veikkausliiga                | HJK Helsinki | Finlandia | 1997 |
| Copa de Finlandia            | HJK Helsinki | Finlandia | 1997 |
| Copa de Finlandia            | HJK Helsinki | Finlandia | 2000 |
| Copa de la Liga de Finlandia | FC Lahti     | Finlandia | 2013 |
| Copa de la Liga de Finlandia | FC Lahti     | Finlandia | 2016 |

## Distinciones individuales
| Distinción                                     | Año         |
| ---------------------------------------------- | ----------- |
| Goleador de la Veikkausliiga (11 goles)        | 1997        |
| Goleador de la Veikkausliiga (14 goles)        | 2007        |
| Jugador con más goles del FC Lahti (118 goles) | Actualmente |